# نهر كلاماث
نهر كلاماث نهر ينبع من ولاية أوريغون وشمال كاليفورنيا في الولايات المتحدة ويصب في المحيط الهادئ. بمتوسط التفريغ يعد نهر كلاماث ثاني أكبر نهر في كاليفورنيا بعد نهر ساكرامنتو. إنه يستنزف مستجمعات مائية واسعة تبلغ مساحتها حوالي 16,000 ميل مربع (41,000 كـم2) تمتد من الدولة القاحلة جنوب وسط ولاية أوريغون إلى الغابات المطيرة المعتدلة على ساحل المحيط الهادئ. على عكس معظم الأنهار يبدأ نهر كلاماث في الصحراء العالية ويتدفق نحو الجبال - ويشق طريقه عبر سلسلة جبال كاسكيد الوعرة وجبال كلاماث قبل أن يصل إلى البحر. كان الحوض العلوي الذي يستخدم اليوم للزراعة وتربية المواشي يحتوي في يوم من الأيام على مستنقعات شاسعة من المياه العذبة وفرت موطنًا للحياة البرية الوفيرة بما في ذلك ملايين الطيور المهاجرة. لا يزال معظم الحوض السفلي بريًا مع تحديد جزء كبير منه ببرية. تشتهر منطقة مستجمعات المياه بهذه الجغرافيا الغريبة ، وقد أطلقت مجلة ناشيونال جيوغرافيك على نهر كلاماث نهر مقلوب رأسًا على عقب.